# Cinc cantonades
Cinc cantonades (títol original en anglès Five Corners) és una pel·lícula estatunidenca dirigida per Tony Bill, estrenada el 1988. Ha estat doblada al català.

## Argument
Cinc cantonades és un barri habitat per classe mitjana-baixa en un moment que els temps estan canviant, no només pel barri i la ciutat, sinó per tots els Estats Units.
Un jove psicòtic torna al barri després de sortir de la presó. Busca la jove que va intentar violar i l'home que la protegia, amb idees torçades d'amor per ella i odi per ell.

## Repartiment
- Jodie Foster: Linda
- Tim Robbins: Harry
- Todd Graff: Jamie
- John Turturro: Heinz
- Michael R. Howard: Murray
- Pierre Epstein: George
- Jery Hewitt: Mr. Glascow
- Rodney Harvey: Castro
- Daniel Jenkins: Willie
- Elizabeth Berridge: Melanie
- Cathryn de Prume: Brita
- Carl Capotorto: Sal

## Producció
La pel·lícula va ser produïda per la Cineplex-Odeon Pel·lícules i la HandMade Films.

## Rebuda

### Crítica
Subestimada en el box-office, es tracta d'un thriller inusual que no respecta les regles.

## Premis i nominacions

### Premis
- Independent Spirit Award per la millor actriu protagonista a Jodie Foster

### Nominació
- Independent Spirit Award pel millor guió a John Patrick Shanley
- Independent Spirit Award pel millor actor no protagonista a John Turturro